# Egnàcia
|  | Per a altres significats, vegeu «Egnàcia (desambiguació)». |

Egnàcia (llatí: Egnatia o Gnatia grec antic: Ἐγνατία o Ἰγνατία) va ser una ciutat de la Pulla, entre Bari (Barium) i Bríndisi (Brundisium). Tant l'Itinerari d'Antoní com la Taula de Peutinger la situen a 27.000 passes de Barium i a 29.000 de Brundisium.
Estrabó i Claudi Ptolemeu l'esmenten com a ciutat dels peuquetis, i Plini el Vell diu que era dels pediculi, una tribú dels peuquetis, però en un altre lloc la fa dels sal·lentins. Devia ser l'última ciutat dels peuquetis, cap a les fronteres amb Calàbria. Aquí es trobava una pedra volcànica especial. Horaci que s'hi va aturar en el seu camí cap a Brundisium, diu que la seva aigua no era bona, i se'n riu d'un pretès miracle, del que Plini també parla, que mostraven els seus habitants, que asseguraven que l'encens que posaven en un altar determinat s'encenia sense foc.
No va ser una ciutat important i era principalment una estació de parada a mig camí entre Bari i Bríndisi. El seu nom no va derivar directament de la via Egnàcia, però probablement es va deformar influït pel nom de la via, ja que sembla que la ciutat s'anomenava abans Gnatia. Una inscripció en grec l'esmenta com a Γναθινων ('Gnathinon'). No se sap quan va ser destruïda. Les seves ruïnes són a uns 10 km de Monopoli i prop de Fasano; una antiga torre de la vora porta el nom de Torre d'Agnazzo. S'han trobat inscripcions en idioma messapi.